# Fadia d'Egitto
Fadia d'Egitto (in arabo الأميرة فادية; Il Cairo, 15 dicembre 1943 – Losanna, 28 dicembre 2002) è stata una principessa egiziana.

## Biografia

### Educazione ed età adulta

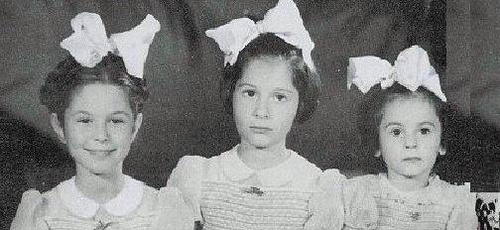
Le principesse Feryal, Fawzia e Fadia

La principessa Fadia nacque nel 1943 al palazzo 'Abidin del Cairo, dal re Fārūq I e dalla regina Farida.
Inizialmente ricevette un'educazione privata, fino a quando non si trasferì in Svizzera, al collegio Grand Verger di Lutry, nel 1954. Rimase a vivere nella Confederazione Elvetica e come la madre si dedicò alla pittura.
Lavorò come traduttrice nell'ambito del turismo svizzero. Era infatti multilingue in francese, inglese, italiano e spagnolo. Nutriva una profonda passione per l'equitazione.

#### Matrimonio
Il 17 febbraio 1965, all'età di 21 anni, sposò al Kensington Register Office il geologo e addestratore di cavalli svizzero Pierre Alexievitch Orloff (1938), che si aggiunse come secondo nome "Sa'id" dopo essersi convertito all'islam. Di origine georgiana e russa, era figlio di Alexis Sergeivitch e di Anushka Manz.

### Morte

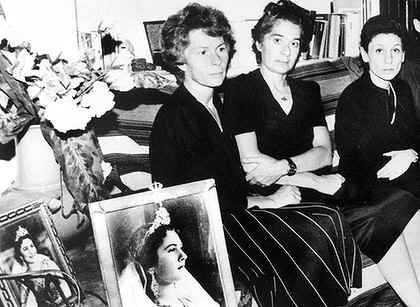
Fadia, a destra, con le sorelle Feryal e Fawzia al funerale della madre, 1988

La principessa Fadia è deceduta il 28 dicembre 2002 a Losanna, all'età di 59 anni. La sua salma venne rimpatriata per essere posta nella moschea di al-Rifa'i al Cairo.

## Discendenza
Faida d'Egitto e Pierre Sa'id Alexievitch Orloff ebbero due figli e quattro nipoti:
- Michel Shamil Orloff (Losanna, 2 settembre 1966 - 13 gennaio 2022), ebbe un figlio e una figlia:
  - Feodor Mikhailovich Orloff;
  - Sofia Mikhailovna Orloff.
- Alexandre Ali Orloff (Losanna, 30 luglio 1969), ha sposato a Tbilisi nel 2000 Nino Orloff e con lei ha avuto un figlio e una figlia:
  - Nicolas Orloff;
  - Annouchka Orloff.

## Titoli e trattamento
- 15 dicembre 1943 - 28 dicembre 2002: Sua Altezza Reale, la principessa Fadia d'Egitto

## Ascendenza
|                         |                     |                      | Genitori               |  |  | Nonni |  |  | Bisnonni       |  |  | Trisnonni      |  |
|                         |                     |                      |                        |  |  |       |  |  | Isma'il Pascià |  |  | Ibrāhīm Pascià |  |
|                         |                     |                      |                        |  |  |       |  |  | Isma'il Pascià |  |  | Ibrāhīm Pascià |  |
|                         |                     | Hoshiyar Qadin       |                        |  |  |       |  |  | Isma'il Pascià |  |  |                |  |
| Fu'ad I d'Egitto        |                     |                      |                        |  |  |       |  |  | Isma'il Pascià |  |  |                |  |
|                         |                     | Ferial Qadin         | …                      |  |  |       |  |  |                |  |  |                |  |
|                         |                     | Ferial Qadin         | …                      |  |  |       |  |  |                |  |  |                |  |
|                         |                     | Ferial Qadin         | …                      |  |  |       |  |  |                |  |  |                |  |
| Fārūq I d'Egitto        |                     | Ferial Qadin         |                        |  |  |       |  |  |                |  |  |                |  |
|                         |                     | Abdelrehim Sabri     | ...                    |  |  |       |  |  |                |  |  |                |  |
|                         |                     | Abdelrehim Sabri     | ...                    |  |  |       |  |  |                |  |  |                |  |
|                         |                     | Abdelrehim Sabri     | ...                    |  |  |       |  |  |                |  |  |                |  |
| Nazli Sabri             |                     | Abdelrehim Sabri     |                        |  |  |       |  |  |                |  |  |                |  |
|                         |                     | Tewfika Khanum Hanim | Muhammad Sharif Pascià |  |  |       |  |  |                |  |  |                |  |
|                         |                     | Tewfika Khanum Hanim | Muhammad Sharif Pascià |  |  |       |  |  |                |  |  |                |  |
|                         |                     | Tewfika Khanum Hanim | Nazli Hanim            |  |  |       |  |  |                |  |  |                |  |
| Fadia d'Egitto          |                     | Tewfika Khanum Hanim |                        |  |  |       |  |  |                |  |  |                |  |
|                         | Ali Zulfikar Pascià | Youssef Bey Rasmi    |                        |  |  |       |  |  |                |  |  |                |  |
|                         | Ali Zulfikar Pascià | Youssef Bey Rasmi    |                        |  |  |       |  |  |                |  |  |                |  |
|                         | Ali Zulfikar Pascià | ...                  |                        |  |  |       |  |  |                |  |  |                |  |
| Youssef Zulfikar Pascià | Ali Zulfikar Pascià |                      |                        |  |  |       |  |  |                |  |  |                |  |
|                         |                     | Aziza Hanem          | Muhammad Mohyi Pascià  |  |  |       |  |  |                |  |  |                |  |
|                         |                     | Aziza Hanem          | Muhammad Mohyi Pascià  |  |  |       |  |  |                |  |  |                |  |
|                         |                     | Aziza Hanem          | ...                    |  |  |       |  |  |                |  |  |                |  |
| Safinaz Zulfikar        |                     | Aziza Hanem          |                        |  |  |       |  |  |                |  |  |                |  |
|                         |                     | Muhammad Said Pascià | ...                    |  |  |       |  |  |                |  |  |                |  |
|                         |                     | Muhammad Said Pascià | ...                    |  |  |       |  |  |                |  |  |                |  |
|                         |                     | Muhammad Said Pascià | ...                    |  |  |       |  |  |                |  |  |                |  |
| Zeinab Hanem            |                     | Muhammad Said Pascià |                        |  |  |       |  |  |                |  |  |                |  |
|                         |                     | ....                 | ...                    |  |  |       |  |  |                |  |  |                |  |
|                         |                     | ....                 | ...                    |  |  |       |  |  |                |  |  |                |  |
|                         |                     | ....                 | ...                    |  |  |       |  |  |                |  |  |                |  |
|                         |                     | ....                 |                        |  |  |       |  |  |                |  |  |                |  |